# 多花棘豆
多花棘豆（学名：Oxytropis floribunda）为豆科棘豆属下的一个种。